# Anne Noel, 11. Baroness Wentworth

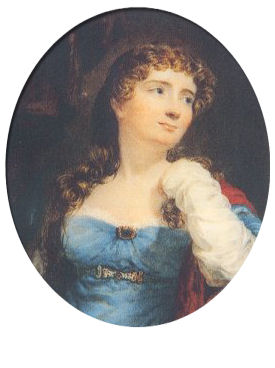
George Hayter: Anne Isabella, Lady Byron, Öl auf Leinwand, um 1815

Anne Isabella Noel, 11. Baroness Wentworth (geborene Milbanke; * 17. Mai 1792 in Seaham, Durham; † 16. Mai 1860 in London) war eine britische Aristokratin und (als Lady Byron) die Ehefrau des Dichters Lord Byron.

## Leben
Anne Isabella Milbanke, genannt Annabella, war das einzige Kind des englischen Aristokraten und Politikers Sir Ralph Milbanke, 6. Baronet, und seiner Ehefrau Hon. Judith Noel († 1822), der Tochter von Edward Noel, 1. Viscount Wentworth (1715–1774). Sie war auch die Tante des Premierministers unter der Regentschaft von Königin Victoria, William Lamb, 2. Viscount Melbourne.
Annabella erhielt eine umfassende und vorzügliche Ausbildung und wurde ausschließlich zu Hause von Gouvernanten und Tutoren mit Hilfe der väterlichen Bibliothek unterrichtet. Einer ihrer Tutoren war der ehemalige Professor der Universität Cambridge, William Frend (1757–1841). Unter seiner Anleitung erhielt sie ein Studium in Klassischer Literatur, Philosophie, Naturwissenschaft und Mathematik. Diese lebenslange Faszination führte dazu, dass Lord Byron ihr später den Namen Princess of Parallelogramms gab.
Am 2. Januar 1815 heiratete Annabella auf Seaham Hall im County Durham den Aristokraten und Dichter George Gordon Noel Byron, 6. Baron Byron (1788–1824), Sohn des Gardehauptmanns John „Mad Jack“ Byron und seiner zweiten Frau Catherine Gordon. Der Pastor war ihr Cousin (ersten Grades; illegitim) Rev. Thomas Noel (1774–1853), Pfarrer von Kirkby Mallory. Als Gattin des Baron Byron führte sie fortan den Höflichkeitstitel Baroness Byron. Ende April 1815 ergänzte das Paar seinen Familiennamen von „Byron“ zu „Noel-Byron“, nachdem Annabella nach dem Tod ihres Onkels Thomas Noel, 2. Viscount Wentworth, wesentliche Teile von dessen Vermögen geerbt hatte. Das Verhältnis zwischen Byron und seiner Frau war schon nach kurzer Zeit sehr angespannt. Zudem berichtete Annabella gegenüber ihren Eltern, dass Lord Byron zu brutalen Wutanfällen neigte. Am 10. Dezember 1815 wurde die gemeinsame Tochter Augusta Ada Noel-Byron geboren, die William King, 1. Earl of Lovelace, heiratete und eine noch heute anerkannte Mathematikerin wurde.
Anfang 1816 verließ Annabella ihren Mann nach erbitterten Streitereien, weil sie dessen Verhältnis zu seiner Halbschwester Augusta Leigh (1783–1851) nicht mehr tolerieren mochte, und ließ Byron durch den Arzt Francis Le Mann auf eine mögliche Geisteskrankheit untersuchen, die eine Trennung nach damaligem Recht unmöglich gemacht hätte. Da der Arzt Lord Byron für geistig gesund befand, konnte Annabella eine dauerhafte Trennung durchsetzen. Annabella lebte fortan mit ihrer Tochter, die ihren berühmten Vater nie kennenlernte, bei ihren Eltern. Nachdem Annabella und ihrem Gatten beim Tod von Annabellas Mutter 1822 deren erhebliches Vermögen zugefallen war, verkürzte Lord Byron im Februar 1822 den Familiennamen von „Noel-Byron“ zu „Noel“.
Lady Byron starb im Alter von 67 Jahren an den Folgen einer Brustkrebserkrankung und ihre sterblichen Überreste wurden auf dem Londoner Friedhof Kensal Green Cemetery bestattet. Kurz vor ihrem Tod verriet Lady Byron der amerikanischen Schriftstellerin Harriet Beecher Stowe (1811–1896), den wahren Grund ihrer Trennung und übergab als Beweis die Briefe, die sie im Nachlass ihrer Tante Lady Melbourne (1785–1828) gefunden hatte. Die Briefe, die Lord Byron an seine Vertraute Lady Melbourne schrieb, lassen auf ein inzestuöses Verhältnis zwischen ihm und seiner Halbschwester Augusta, der Tochter seines Vaters aus dessen erster Ehe mit Amelia d’Arcy, Baroness Conyers, schließen. Da Augusta seit 1811 von ihrem Mann George Leigh getrennt lebte, gilt es als biographisch wahrscheinlich, dass ihre im April 1814 geborene Tochter Elizabeth Medora Byrons Kind war (und somit nicht nur die Halbcousine ihrer Tochter Ada, sondern auch ihre Halbschwester). Lady Melbourne warnte Byron vor den gesellschaftlichen Konsequenzen, sollte seine Neigung publik werden und riet ihm zu einer baldigen Heirat, um seinen Ruf zu rehabilitieren. Daraufhin kam es zur Verlobung von Lord Byron mit Isabella Milbanke. Harriet Beecher Stowe veröffentlichte die Geschichte (1869) in ihrem Buch True story of Lady Byron’s life und erregte dadurch einen Sturm der Entrüstung, der Lord Byrons Ruf schwer beschädigte.

## Name in verschiedenen Lebensphasen
- 1792–1815 Anne Isabella Milbanke
- 1815 Anne Isabella Byron, Baroness Byron
- 1815–1822 Anne Isabella Noel-Byron, Baroness Byron
- 1822–1856 Anne Isabella Noel, Baroness Byron
- 1856–1860 Anne Isabella Noel, (suo iure) 11. Baroness Wentworth

Der Titel Baron Wentworth ruhte seit dem Tod ihres Onkels Thomas Noel, 2. Viscount Wentworth, im Jahre 1815. Als Barony by writ war dieser Titel in Abeyance gefallen; Anwärter auf den Titel waren als Co-Erben ihre Mutter und ihr Cousin Nathaniel Curzon, 3. Baron Scarsdale. Als der Cousin 1856 ohne Erben starb, wurde Noel-Byron als einzige verbliebene Co-Erbin 11. Baroness Wentworth. Der Titel ging bei Noel-Byrons Tod, 1860, auf den ältesten Enkel Byron King-Noel, Viscount Ockham, über, da dessen Mutter bereits 1852 verstorben war.